# چاقوماهی آفریقایی
چاقو ماهی آفریقایی (نام علمی: Gymnarchus niloticus) نام یک گونه از راسته زبان‌استخوانی‌سانان است.